# Paul Broca

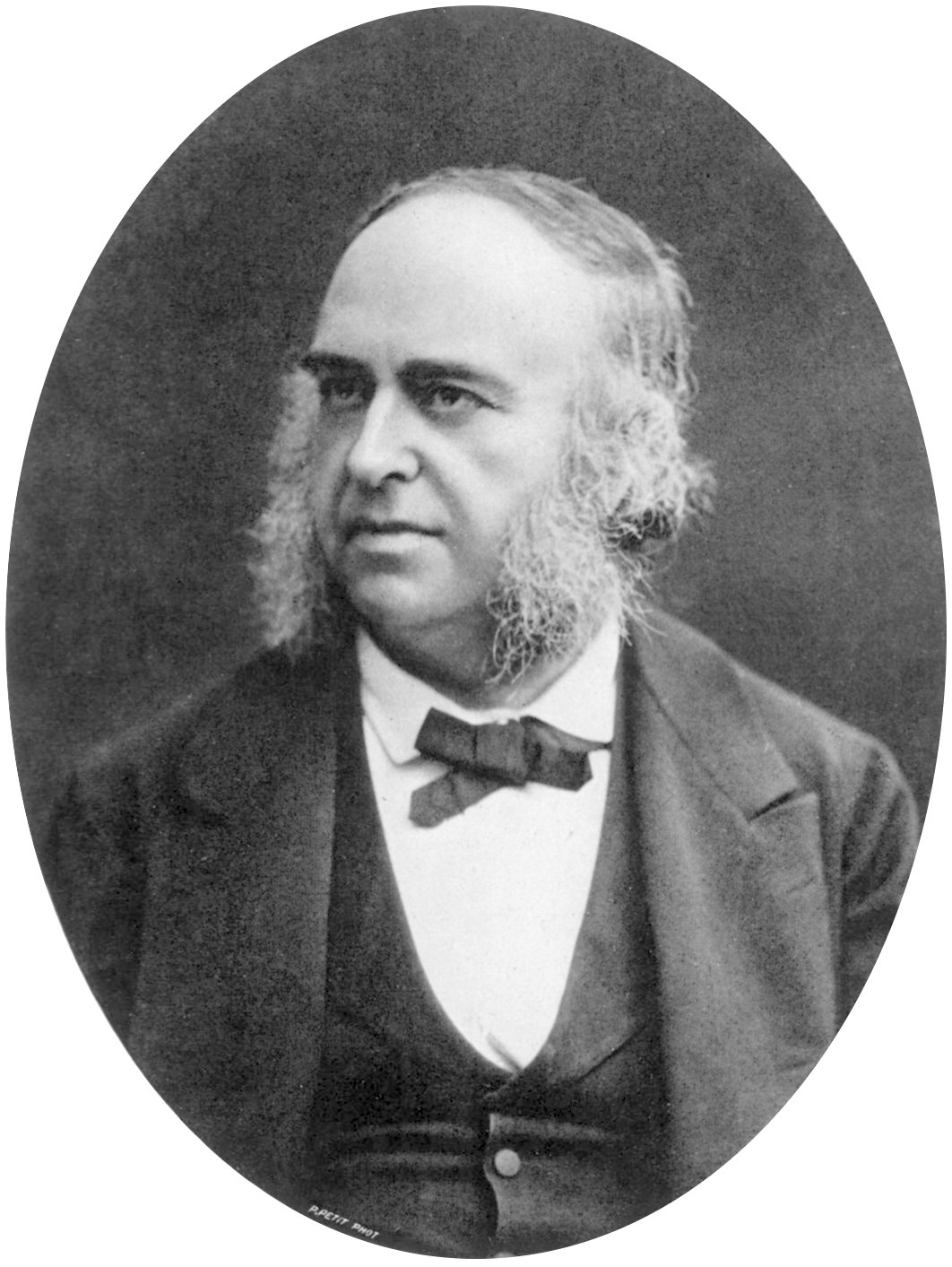
Paul Pierre Broca

Paul Pierre Broca (n. 28 iunie 1824, Sainte-Foy-la-Grande - d. 9 iulie 1880, Paris) a fost un medic, anatomist și antropolog francez.

## Biografie
Paul Broca s-a născut pe 28 iunie 1824 în Sainte Foy la Grande, arondismentul Libourne, departamentul Gironde, într-o familie calvinistă. Bunicul său, primar al orașului Bordeaux în timpul Revoluției, a fost pastor în Sainte Foy la Grande. Tatăl său, fost chirurg în armată, practica medicina în special printre săraci. Mama sa, Annette, era descrisă ca o femeie „de treabă”, credincioasă și tolerantă care „împacă pe Voltaire cu Sfânta Scriptură”.
Inițial, Paul Broca intenționa să se înscrie la Școala Politehnică, dar se hotărăște să studieze medicina pentru a prelua clientela tatălui său. De la 17 ani începe medicina la Paris, studiind la Sorbona și Collège de France. Obține diploma de medic la 20 de ani, vârsta la care majoritatea contemporanilor săi de abia începeau facultatea.

## A se vedea și
- Marc Dax